# Fast and Furious 9
Pour les articles homonymes, voir The Fast and the Furious.
Série Fast and Furious
Fast and Furious: Hobbs and Shaw
(2019) Fast and Furious 10
(2023)
Pour plus de détails, voir Fiche technique et Distribution.
Fast and Furious 9 (F9 ou F9: The Fast Saga), ou Rapides et Dangereux 9 : La Saga au Québec, est un film d'action américain réalisé par Justin Lin et sorti en 2021.
Il s'agit du 10e long métrage de la franchise Fast and Furious et la suite du film Fast and Furious 8 (2017).
Le film débute alors que après avoir récupéré son fils des mains de Cipher, Dom vit des jours heureux avec le petit Brian et Letty. Cette paisible existence est vite bouleversée quand il doit faire face à un nouvel adversaire, Jakob, qui n'est autre que son frère abandonné.
Le film est présenté hors compétition lors du festival de Cannes 2021.

## Synopsis
En 1989, Jack Toretto, pilote de voiture expérimenté, participe à une nouvelle course (sur une  piste ovale de type NASCAR). Ses fils Dominic et Jakob font partie de son équipe technique, aux côtés de son ami Buddy. Alors que Dom se dispute avec Kenny Linder, le rival de son père, ce dernier reprend la course. Soudain, la voiture de Linder percute le pare-chocs de la voiture de Jack ce qui la fait heurter un mur puis la fait exploser, tuant ce dernier sur le coup sous les regards dévastés de Dom et Jakob. Une semaine après l'accident, Dom est arrêté et purge une peine de prison après une brutale altercation avec une grosse clé face à Linder. Alors qu'il purge sa peine, il se souvient que Jakob avait travaillé sur la voiture de son père le jour de sa mort, ce qui le pousse à conclure que Jakob est responsable de la mort de ce dernier. À sa libération, Dom retrouve Jakob et le défie dans une course, lui disant de partir loin de sa vie pour toujours en cas de défaite. Après la victoire de Dom, Jakob quitte la ville à contre-cœur.
De nos jours, soit deux ans après l'affrontement avec Cipher, Dom vit à présent une vie presque normale, caché avec sa femme Letty et son fils Brian, dont la mère Elena a été tuée auparavant. Leur tranquillité va être chamboulée lorsque Roman Pearce, Tej Parker et Megan Ramsey arrivent à leur domicile pour transmettre un message de M. Personne. Celui-ci est parvenu avec son équipe à capturer Cipher mais son avion a été ensuite attaqué et s'est écrasé au Montequinto. Après avoir refusé dans un premier temps, Dom accepte de venir sur les lieux. En fouillant l'avion, ils trouvent une partie d'un appareil nommé Ares, qui peut pirater n'importe quel système d'armes contrôlé par ordinateur. L'équipe se retrouve prise en embuscade par une armée privée dirigée par Jakob, qui vole l'appareil. L'équipe est ensuite aidée par l'agent fédéral Michael Stasiak. Ils se cachent ensuite dans une vieille planque de M. Personne. C'est alors que Mia arrive pour aider, et Dom lui permet à contrecœur de les rejoindre. L'équipe apprend ensuite que la disparition de Han est liée à Ares. Letty et Mia se rendent à Tokyo pour enquêter.
De son côté, Jakob retrouve Otto, son associé, fils d'un dictateur. Cipher est enfermée dans une boîte en verre à leur base. Après avoir échoué à influencer Jakob, elle lui dit que l'autre moitié d'Ares se trouve à Édimbourg. Pendant ce temps, Dom retrouve Buddy, qui avait hébergé Jakob après son exil. Le vieux mécanicien lui révèle que ce dernier est parti à Londres. Après un affrontement avec des adversaires à la solde de Jakob, Letty et Mia découvrent avec stupeur que Han est toujours en vie. Il vit désormais avec sa petite protégée, Elle. De leur côté, Roman et Tej recrutent Sean Boswell, Twinkie et Earl Hu, qui travaillent sur une voiture-fusée.
À Londres, Dom retrouve Magdalene Shaw, qui après une course poursuite à travers la ville, le conduit directement à une réception où se trouve Jakob. Une fois sur place, Dom fait savoir à son frère qu'il ne lui a pas pardonné, mais ce dernier s'en moque. Otto fait ensuite arrêter Dom par l'équipe d'Interpol, mais Leysa, une vieille connaissance de Dom, l'aide à s'échapper.
Plus tard, Tej, Roman et Ramsey rejoignent Dom à Édimbourg. Jakob utilise un électro-aimant pour brouiller les caméras de surveillance de la ville et voler la deuxième partie d'Ares. Tej et Roman trouvent le camion contenant l'électro-aimant ; alors qu'ils combattent les hommes d'Otto, Ramsey réquisitionne le camion pour poursuivre Otto. Dom intercepte Jakob et les deux frères se battent dans toute la ville. Avant qu'Otto puisse extraire Jakob, Ramsey utilise l'électro-aimant pour sortir sa voiture de la route et capturer Jakob. Après une tentative ratée pour venir à bout de Dom, Otto finit par s'allier à Cipher.
De retour à la planque, l'équipe est maintenant réunie. Han révèle qu'il a été chargé de protéger Elle et Ares, car l'ADN d'Elle est la clef de la machine. Lorsque l'un des agents de M. Personne, qui se révélera plus tard être Jakob, est devenu un truand, ils avaient utilisé l'attaque de Deckard Shaw à Tokyo pour simuler la mort de Han et protéger Elle. Soudain, Otto intervient avec son équipe à la planque et libère Jakob. Celui-ci révèle alors à Dom, devant Mia, la vérité sur la mort de leur père : Jack croulait sous les dettes et a fait promettre à Jakob de ne rien dire à Dom; pour échapper à ses dettes, il a demandé à Jakob de saboter sa voiture afin qu'il puisse intentionnellement perdre la course, mais il n'avait pas prévu l'accident. Jakob et Otto kidnappent Elle et prennent le deuxième appareil d'Ares, tandis que Dom et son équipe s'enfuient. Au cours de la fuite, Dom manque de se noyer, mais a des flashbacks où il voit son père désespéré par les dettes qu'il a accumulé et son frère dévasté par sa responsabilité dans l'accident qui a tué leur père.
Otto lance un satellite en orbite, tandis que Jakob demande à Elle d'activer Ares. Ils commencent à télécharger Ares sur le satellite, se déplaçant à travers Tbilissi dans un camion blindé. Dom, Letty, Mia, Ramsey et Han les poursuivent pour arrêter le téléchargement. Alors que Mia et Han tentent de percer le camion, Otto trahit Jakob, le jetant du camion. Heureusement, Dom et Mia sauvent Jakob et ce dernier finit par aider Dom à accéder au camion. À l'aide de la voiture-fusée, Tej et Roman entrent en orbite et détruisent le satellite, arrêtant le téléchargement pour de bon. Cipher, pilotant à distance un drone, bombarde le camion pour tuer Dom. Celui-ci utilise le camion ricochant pour détruire l'avion de Cipher. Excédée, celle-ci s'échappe. Dom et Mia se réconcilient avec Jakob. Dom lui permet de s'échapper dans sa voiture. Tej et Roman atteignent la station spatiale internationale et sont ramenés sains et saufs sur Terre.
La famille célèbre sa victoire autour d'un barbecue chez Dom. Alors qu'ils se préparent à dire le bénédicité, Brian O'Conner arrive dans une Nissan Skyline GT-R (R34).
Scène post-générique
Deckard Shaw frappe dans un punching-ball dans lequel se trouve un homme. Mais lorsqu'il entend quelqu'un frapper à sa porte, il découvre avec stupeur qu'il s'agit de Han, qu'il croyait avoir éliminé autrefois à Tokyo.

## Fiche technique
Sauf indication contraire, les informations mentionnées dans cette section peuvent être confirmées par les bases de données cinématographiques IMDb et Allociné,  présentes dans la section « Liens externes ».
- Titre original : F9 (ou F9: The Fast Saga)
- Titre français : Fast and Furious 9
- Titre québécois : Rapides et Dangereux 9 : La Saga
- Réalisation : Justin Lin
- Scénario : Justin Lin et Daniel Casey, d'après une histoire de Justin Lin, Daniel Casey et Alfredo Botello, d'après les personnages créés par Gary Scott Thompson
- Musique : Brian Tyler
- Direction artistique : Ravi Bansal, Sopo Bazgadze, Gavin Fitch, Jake Hall, Daniel Nussbaumer, Alan Payne, Anita Rajkumar, Elicia Scales et Fay Viola
- Décors : Jan Roelfs
- Costumes : Sanja Milkovic Hays
- Photographie : Stephen F. Windon
- Son : Phil Brewster, Bill Meadows, Frank A. Montaño, Jon Taylor, Dionysius Vlachos
- Montage : Greg D'Auria, Dylan Highsmith et Kelly Matsumoto
- Production : Vin Diesel, Justin Lin, Neal H. Moritz, Joe Roth, Jeff Kirschenbaum, Clayton Townsend et Samantha Vincent
  - Production (Thaïlande) : Piya Pestonji
  - Production exécutive (Géorgie) : Sophio Bendiashvili et Bacho Meburishvili
  - Production exécutive (Thaïlande) : Thunn Pestonji
  - Production associée : Kevin Elam, F. Valentino Morales, Scott Shapiro et Alexander Vegh
  - Coproduction : Josh Henson
- Sociétés de production[1] : 
  - États-Unis : One Race Films, Original Film, Universal Pictures, Roth/Kirschenbaum Films et Perfect Storm Entertainment
  - Japon : présenté en association avec Dentsu
  - Géorgie : Enkeny Films (service de production)
- Sociétés de distribution : 
  - États-Unis : Universal Pictures
  - Québec : Universal Pictures Canada
  - France, Belgique, Suisse romande : Universal Pictures International (UPI)
- Budget : 200 millions de $[2]
- Pays de production :  États-Unis
- Langue originale : anglais
- Format[3] : couleur - D-Cinema - 2,39:1 (Cinémascope) - son Dolby Atmos | DTS (DTS: X) | Sonics-DDP | Auro 11.1 | Dolby Surround 7.1 | IMAX 6-Track
- Genre : action, policier, thriller
- Durée : 143 minutes ; 150 minutes (director's cut)
- Dates de sortie[4] :
  - États-Unis, Québec : 25 juin 2021[5]
  - France, Belgique, Suisse romande : 14 juillet 2021[6],[7]
- Classification[8] :
  - États-Unis : accord parental recommandé, film déconseillé aux moins de 13 ans (PG-13 - Parents Strongly Cautioned)[Note 2]
  - France : tous publics avec avertissement[9]
  - Belgique : potentiellement préjudiciable jusqu'à 12 ans (Mogelijk schadelijk voor kinderen onder de 12 jaar)[6]
  - Québec : tous publics - déconseillé aux jeunes enfants (G - General Rating)[5]
  - Suisse romande : interdit aux moins de 12 ans[10]

## Distribution
- Vin Diesel (VF : Frédéric van den Driessche ; VQ : Thiéry Dubé) : Dominic « Dom » Toretto
  - Vinnie Bennett (en) (VF : Jonathan Le Guillou ; VQ : Kevin Houle) : Dominic « Dom » Toretto, jeune
- John Cena (VF : Xavier Fagnon ; VQ : Frédérik Zacharek) : Jakob Toretto
  - Finn Cole (VF : Anthony Carter ; VQ : Alexandre Bacon) : Jakob Toretto, jeune
- Michelle Rodriguez (VF : Laëtitia Lefebvre ; VQ : Camille Cyr-Desmarais) : Leticia « Letty » Ortiz Toretto
  - Azia Dinea Hale : Leticia « Letty » Ortiz, jeune
- Jordana Brewster (VF : Cécile d'Orlando ; VQ : Aline Pinsonneault) : Mia Toretto
  - Siena Agudong : Mia Toretto, jeune
- Tyrese Gibson (VF : Bruno Henry ; VQ : Patrick Chouinard) : Roman Pearce
- Chris « Ludacris » Bridges (VF : Jean-Baptiste Anoumon ; VQ : Martin Desgagné) : Tej Parker
- Nathalie Emmanuel (VF : Victoria Grosbois ; VQ : Aurélie Morgane) : Megan Ramsey
- Sung Kang (VF : Damien Ferrette ; VQ : Joël Legendre) : Han Lue
- Anna Sawai (VF : Geneviève Doang ; VQ : Dominique Laniel) : Elle
- Charlize Theron (VF : Sophie Broustal ; VQ : Mélanie Laberge) : Cipher
- Helen Mirren (VF : Béatrice Delfe ; VQ : Claudine Chatel) : Magdalene « Queenie » Shaw
- Kurt Russell (VF : Philippe Vincent ; VQ : Jean-Luc Montminy) : Mr Personne (M. Nobody en VO)
- Lucas Black (VF : Fabien Jacquelin ; VQ : Hugolin Chevrette-Landesque) : Sean Boswell
- Shad « Bow Wow » Moss (VF : Diouc Koma ; VQ : Iannicko N'Doua-Légaré) : Twinkie
- Thue Ersted Rasmussen (en) (VF : Sébastien Desjours ; VQ : Alexandre L'Heureux) : Otto
- Don Omar (VF : Emmanuel Garijo ; VQ : Nicholas Savard L'Herbier) : Rico Santos
- Shea Whigham (VF : Stéphane Bazin ; VQ : Marc-André Bélanger) : l'agent Stasiak
- J. D. Pardo (VF : Gilles Morvan) : Jack Toretto
- Michael Rooker (VF : Pascal Casanova ; VQ : Marc Bellier) : Buddy
- Jim Parrack (VF : Fabrice Josso ; VQ : Guillaume Cyr) : Kenny Linder
- Jason Tobin (VF : Stéphane Fourreau ; VQ : Gabriel Lessard) : Earl Hu
- Belcalis « Cardi B » Almánzar (VF : Célia Asensio ; VQ : Meggie Proulx-Lapierre) : Leysa Mirtha
- Juan Carlos « Ozuna » Rosado (VF : Emmanuel Garijo) : Rico Santos, jeune
- Gal Gadot (VF : Ingrid Donnadieu) : Gisele Harabo (images d'archives tirées du film Fast and Furious 6)
- Jason Statham (VF : Boris Rehlinger ; VQ : Sylvain Hétu) : Deckard Shaw (scène post-générique)
- Karson Kern : Vince, jeune
- Igby Rigney : Jesse, jeune
- Cered : Tego Leo, jeune
- Francis Ngannou : l'homme de Jakob

 Source et légende : version française (VF) sur RS Doublage et version québécoise sur Doublage Québec

## Production

### Genèse, développement et attribution des rôles
En novembre 2014, Donna Langley d'Universal Pictures révèle dans The Hollywood Reporter qu'il y aura encore au moins trois films la franchise après Fast and Furious 7 (2015). En février 2016, Vin Diesel annonce les dates de sortie des 9e et 10e films, le premier étant alors prévu pour le 19 avril 2019. Après l'annonce d'un film spin-off, Fast and Furious: Hobbs and Shaw, le 9e film est repoussé à avril 2020.
En avril 2017, Vin Diesel et Dwayne Johnson confirment leur retour. En octobre 2017, Vin Diesel révèle sur une vidéo Facebook que Justin Lin, réalisateur de Fast and Furious: Tokyo Drift (2006), Fast and Furious 4 (2009), Fast and Furious 5 (2011) et Fast and Furious 6 (2013), revient pour mettre en scène ce neuvième opus. Il confirme par ailleurs que Jordana Brewster reprendra son rôle de Mia Toretto (absente de Fast and Furious 8) dans les 9e et 10e films,. En avril 2018, Dwayne Johnson affirme qu'il n'est pas sûr de revenir pour le 9e film en raison du spin-off ainsi que d'un conflit avec Vin Diesel.
En mai 2018, Daniel Casey est chargé d'écrire le scénario car le scénariste habituel de la franchise, Chris Morgan, s'occupe du film dérivé Hobbs and Shaw.
La présence de Michelle Rodriguez est confirmée en mai 2019. L'actrice avait un temps émis des réserves quant à son retour, estimant que trop peu de femmes étaient impliquées dans le développement de la franchise. Elle avait ainsi déclaré en 2017 : « On sait ce que les personnages masculins pensent et le lien [qui les unit], mais je peux compter sur les doigts d'une main combien de fois les femmes parlent entre elles. En huit films. Qui sont-elles ? Vous vous en foutez ou quoi ? J'ai posé une question, et si on n'y répond pas, nos chemins ne se recroiseront peut-être plus. Je n'impose rien, je pose une question, et j'espère qu'ils y répondront ».
En juin 2019, John Cena rejoint officiellement la distribution.
En juillet 2019, il est confirmé que Charlize Theron et Helen Mirren vont reprendre leurs personnages respectifs de Cipher et Magdalene Shaw.
En mars 2021, il est révélé que le fils de Vin Diesel, Vincent Sinclair, jouera le rôle de Dominic Toretto enfant dans des scènes de flashbacks, faisant ainsi ses débuts au cinéma aux côtés de son père.

### Tournage
Le tournage débute le 24 juin 2019 dans les Warner Bros. Studios Leavesden. Il a lieu également à Los Angeles et Londres, ainsi qu'en Thaïlande pour la première fois, à Krabi, Ko Pha Ngan et Phuket. Le tournage est notamment marqué par un accident aux studios Leavesden en juillet 2019, lorsqu'un cascadeur doublant Vin Diesel est victime d'une grave blessure à la tête après une chute. Une partie du film se déroule à Tbilissi, la capitale de la Géorgie,.
Le tournage s'achève en novembre 2019. En mars 2020, une partie du casting est rappelée afin de tourner des scènes additionnelles[réf. nécessaire].

## Bande originale

### The Album
Bandes originales de Fast and Furious
Hobbs and Shaw
(2019) Fast and Furious 10
(2023)
F9: The Fast Saga (Original Motion Picture Soundtrack) est un album contenant des chansons hip-hop, électro et rap du film. L'album est notamment porté par les singles I Won et Bussin Bussin. En juillet 2020, la mixtape Road to Fast 9 avait également été dévoilée avec 13 titres inédits.
| Liste des titres | Liste des titres                                                              | Liste des titres                              | Liste des titres | Liste des titres | Liste des titres | Liste des titres | Liste des titres | Liste des titres | Liste des titres |
| No               | Titre                                                                         | Producteurs                                   | Durée            |                  |                  |                  |                  |                  |                  |
| ---------------- | ----------------------------------------------------------------------------- | --------------------------------------------- | ---------------- | ---------------- | ---------------- | ---------------- | ---------------- | ---------------- | ---------------- |
| 1.               | Fast Lane (Don Toliver, Lil Durk, Latto)                                      | - PopNick - DJ Chose - Tariq Beats            | 2:52             |                  |                  |                  |                  |                  |                  |
| 2.               | Lane Switcha (Skepta & Pop Smoke featuring ASAP Rocky, Juicy J & Project Pat) | - Taz Taylor - Cxdy - OkTanner - MJNichols    | 2:48             |                  |                  |                  |                  |                  |                  |
| 3.               | Hit Em Hard (Offset, Trippie Redd, Kevin Gates, Lil Durk & King Von)          | - Cedar - ISM                                 | 2:43             |                  |                  |                  |                  |                  |                  |
| 4.               | I Won (Ty Dolla Sign, Jack Harlow, 24kGoldn)                                  | - Grady - Invincible                          | 2:55             |                  |                  |                  |                  |                  |                  |
| 5.               | Rapido (Amenazzy, Farruko, Myke Towers, Rochy RD)                             | - Humby - Nicael - Ricky Luna - Linkon        | 2:33             |                  |                  |                  |                  |                  |                  |
| 6.               | Breathe (Liam H & René LaVice Re-Amp) (The Prodigy featuring RZA)             | Howlett                                       | 2:29             |                  |                  |                  |                  |                  |                  |
| 7.               | Real (Justin Quiles, Dalex, Konshens)                                         | - Happy Colors - Karloff Gaitan               | 3:47             |                  |                  |                  |                  |                  |                  |
| 8.               | Bussin Bussin (Lil Tecca)                                                     | - Rvssian - Pyroman                           | 2:20             |                  |                  |                  |                  |                  |                  |
| 9.               | Furiosa (Anitta)                                                              | - The Roommates - Wincorn                     | 2:33             |                  |                  |                  |                  |                  |                  |
| 10.              | Ride da Night (Kevin Gates, Polo G & Teejay3k)                                | - Pearl Lion - Go Grizzly - JaeGreen          | 2:48             |                  |                  |                  |                  |                  |                  |
| 11.              | Bushido (Good Gas and JP the Wavy)                                            | - De'Jour Thomas - RhondofromJersey - FKi 1st | 3:13             |                  |                  |                  |                  |                  |                  |
| 12.              | Speed It Up (NLE Choppa featuring Rico Nasty)                                 | Go Grizzly                                    | 2:23             |                  |                  |                  |                  |                  |                  |
| 13.              | Mala (Jarina De Marco)                                                        | AG                                            | 2:20             |                  |                  |                  |                  |                  |                  |
| 14.              | Exotic Race (Murci featuring Sean Paul & Dixson Waz)                          | Murci                                         | 3:21             |                  |                  |                  |                  |                  |                  |
| 39:12            |                                                                               |                                               |                  |                  |                  |                  |                  |                  |                  |

| Titres bonus au Japon | Titres bonus au Japon                                    | Titres bonus au Japon | Titres bonus au Japon | Titres bonus au Japon | Titres bonus au Japon | Titres bonus au Japon | Titres bonus au Japon | Titres bonus au Japon | Titres bonus au Japon |
| No                    | Titre                                                    | Durée                 |                       |                       |                       |                       |                       |                       |                       |
| --------------------- | -------------------------------------------------------- | --------------------- | --------------------- | --------------------- | --------------------- | --------------------- | --------------------- | --------------------- | --------------------- |
| 15.                   | One Shot (YoungBoy Never Broke Again featuring Lil Baby) |                       |                       |                       |                       |                       |                       |                       |                       |
| 16.                   | Convertible Burt (Tory Lanez & Kevin Gates)              |                       |                       |                       |                       |                       |                       |                       |                       |
| 17.                   | Phantom (Allen Mock & Chow Chow)                         |                       |                       |                       |                       |                       |                       |                       |                       |
| 47:57                 |                                                          |                       |                       |                       |                       |                       |                       |                       |                       |

### Score
L'album regroupant la musique originale de Brian Tyler est commercialisé par Back Lot Music.
| 1.     | Fast 9                           | 2:48 |
| 2.     | Fallen                           | 2:24 |
| 3.     | Visions of the Past              | 3:50 |
| 4.     | Upward Movement                  | 2:44 |
| 5.     | Tracking Nobody                  | 2:53 |
| 6.     | Enjoying the Moment              | 3:30 |
| 7.     | Reconciliation                   | 2:23 |
| 8.     | Diamonds and Emeralds            | 2:42 |
| 9.     | Awakened                         | 2:26 |
| 10.    | The Race                         | 2:43 |
| 11.    | Innuendo of Character            | 2:07 |
| 12.    | Pelegrín Minas                   | 5:36 |
| 13.    | Tracking a Ghost                 | 4:00 |
| 14.    | Faith                            | 1:47 |
| 15.    | Broken Allegiance                | 3:53 |
| 16.    | Brother                          | 1:46 |
| 17.    | Transitions                      | 2:41 |
| 18.    | Plans Within Plans Within Plans  | 4:12 |
| 19.    | The Next Chapter                 | 5:18 |
| 20.    | Peace In the Chaos               | 1:52 |
| 21.    | Turning the Screws               | 3:12 |
| 22.    | Twinkie, Ding Dong, And Snowball | 1:27 |
| 23.    | This Is My World                 | 3:24 |
| 24.    | Car vs. Jet                      | 1:00 |
| 25.    | Security Breach                  | 3:53 |
| 26.    | Risk                             | 1:15 |
| 27.    | I Got Next                       | 1:54 |
| 28.    | Minions                          | 0:56 |
| 29.    | Student Driver                   | 2:43 |
| 30.    | Hope For the Future              | 2:49 |
| 31.    | Simple Words                     | 2:33 |
| 32.    | Seeking Jakob                    | 1:10 |
| 33.    | Double Crossed                   | 2:28 |
| 34.    | Reunion                          | 1:20 |
| 35.    | Numbers Don't Lie                | 3:02 |
| 36.    | Belly Up                         | 2:54 |
| 37.    | Promises                         | 0:51 |
| 38.    | Math and Science                 | 0:48 |
| 39.    | Connections                      | 2:48 |
| 40.    | Punching Bag                     | 1:10 |
| 41.    | Magneticism                      | 3:02 |
| 42.    | Project Aries                    | 2:22 |
| 43.    | Dom vs. Cipher                   | 3:25 |
| 44.    | Toretto                          | 2:14 |
| 114:16 |                                  |      |

## Sortie et accueil

### Date de sortie
La sortie, initialement prévue en mai 2020, est repoussée trois fois en raison de la pandémie de Covid-19 : au 2 avril 2021, puis au 28 mai, et enfin au 25 juin 2021, soit trois jours après le 20e anniversaire de la sortie du premier volet Fast and Furious.

### Accueil critique
Danielle Bonneau, de La Presse, considère que : « le potentiel… et le niveau des attentes envers cette mégaproduction [...] en met plein la vue. Époustouflante, elle est faite sur mesure pour le grand écran ».
Pour Ecran Large : « Plombé par son esprit de sérieux, une écriture fainéante et une direction artistique trop souvent fade, Fast & Furious 9 ne peut que se raccrocher à quelques scènes d'action tonitruantes et des flashbacks étonnants pour ne pas noyer son moteur ».
Pour Eklecty-City : « Toujours plus spectaculaire, Fast and Furious 9 parvient à divertir son spectateur. Toutefois, la direction de Justin Lin, qui est une compilation de mauvais goût, peine à convaincre et les choix méta du réalisateur ne présagent rien de bon pour la suite. Dommage » .

### Box-office
Sorti en pleine pandémie de Covid-19, le film bat plusieurs records. Il devient ainsi le premier blockbuster américain à dépasser la barre des 500 millions de dollars, un chiffre toutefois modeste pour la saga Fast and Furious, mais incroyable au vu de la crise sanitaire et de la réouverture progressive des cinémas.
Le 25 juillet, soit un mois après sa sortie en salles, le film dépasse les 600 millions de dollars de recettes mondiales, ce qui en fait le premier film américain à franchir ce cap depuis la pandémie.
Il se classe dans le même temps dans le top 3 du box-office mondial et premier au box-office américain.
Près de deux mois après sa sortie en salle, le film atteints la barre des 700 millions de dollars de recette et atteint la 2e place du box-office mondial.
| Pays ou région    | Box-office                         | Date d'arrêt du box-office | Nombre de semaines |
| ----------------- | ---------------------------------- | -------------------------- | ------------------ |
| États-Unis Canada | 173 005 945 $                      | 7 octobre 2021             | 15                 |
| Chine             | 216 935 282 $ (35 336 604 entrées) | 20 juin 2021               | 5                  |
| France            | 2 025 112 entrées (19 844 503 $)   | 7 septembre 2021           | 8                  |
| Total mondial     | 726 229 501 $                      | 7 octobre 2021             | 15                 |

## Distinctions
Entre 2021 et 2022, le film Fast and Furious 9 a été sélectionné dans diverses catégories et a remporté 2 récompenses,.

### Récompenses
- Festival du film sino-américain (Chinese American Film Festival (CAFF)) 2021 : Prix de l'ange d'or du film américain le plus populaire en Chine
- New Zealand Cinematographers Society Awards 2021 : médaille d'or de la cinématographie spécialisée pour Callan Green

### Nominations
- People's Choice Awards 2021 :
  - Film de l'année
  - Star masculine de cinéma de l'année pour John Cena
  - Star masculine de cinéma de l'année pour Vin Diesel
  - Star féminine de cinéma de l'année pour Charlize Theron
  - Star d'un film d'action de l'année pour John Cena
  - Star d'un film d'action de l'année pour Vin Diesel
  - Star d'un film d'action de l'année pour Charlize Theron
- Saturn Awards 2022 : meilleur film d'action ou d'aventure
- Kids' Choice Awards 2022 :
  - Acteur de cinéma préféré pour John Cena
  - Acteur de cinéma préféré pour Vin Diesel

### Sélection
- Festival de Cannes 2021 : hors-compétition